# ТЕС Нія Оресундсверкет
ТЕС Нія Оресундсверкет (швед. Nya Öresundsverket) — електростанція у шведському місті Мальме, споруджена за технологією комбінованого парогазового циклу.
Введена в експлуатацію у 2009 році, Нія Оресундсверкет стала другою такого типу в країні після запущеної трьома роками раніше ТЕС Рія. Для розміщення потужного парогазового блоку обрали майданчик електростанції Öresundsverket, що діє у гавані Мальме з початку 1950-х років. У складі блоку встановлено обладнання компанії General Electric: газова турбіна 9001FB потужністю 290 МВт та парова 150 МВт. Генератор поставила компанія Alstom, котел-утилізатор — NEM. Паливна ефективність блоку по електроенергії  58 %.
Як основне паливо використовується природний газ (з початку 1990-х років постачається до південно-західної Швеції із Данії), як резервне передбачені дизельне пальне та біодизель.
Окрім виробітки електроенергії, ТЕС забезпечує теплопостачання місцевих споживачів (теплова потужність 250 МВт). Завдяки цьому загальна паливна ефективність сягає 90 %. При роботі в теплофікаційному режимі максимальна електрична потужність становить 400 МВт.